# Museu Histórico e Pedagógico Índia Vanuíre
O Museu Histórico e Pedagógico Índia Vanuíre foi criado em 1966 e instalado num imóvel construído em 1980 para esta finalidade pelo fundador de Tupã (São Paulo), Luís de Sousa Leão. Seu acervo é composto de 38 mil itens entre objetos e documentos relativos ao município, animais taxidermizados, e pela coleção etnográfica representando diversas nações indígenas brasileiras, principalmente os caingangues e krenak, povos que habitam a região oeste do estado. 
O Museu Índia Vanuíre é uma instituição da Secretaria de Cultura e Economia Criativa do Estado de São Paulo, atualmente administrada em parceria pela Organização Social de Cultura Associação Cultural de Apoio ao Museu Casa de Portinari (ACAM Portinari).

## Histórico
O museu está instalado em um prédio de concreto armado e projeto arquitetônico moderno. Reabriu em 2010 após reformas nas áreas interna e externa do edifício que, entre outras coisas, facilitam a acessibilidade para pessoas com deficiências físicas. A exposição permanente também foi revitalizada e a instituição agora conta com reserva técnica revitalizada e auditório com capacidade para até 60 pessoas.
A patrona da instituição, índia Vanuíre, foi trazida do Paraná para auxiliar na “pacificação” entre brancos e índios caingangues no oeste paulista. A índia subia em um jequitibá com dez metros de altura para entoar canções em favor da paz. Em 19 de março de 1912, dez guerreiros caingangues se apresentaram no acampamento dos brancos em sinal de paz para acabar com os conflitos. Vanuíre morreu em 1918, na aldeia caingangue de Icatu, no município de Braúna, região de Araçatuba.

## Acervo
Na exposição permanente do museu podem ser observados conceitos como a interculturalidade, a diversidade e a diferença. A mostra está estruturada em cinco módulos expositivos.
No primeiro módulo, concebido a partir da frase “Creio em Tupan”, do fundador da cidade, Luís de Sousa Leão, é retratada a história em um diálogo com o contemporâneo, o histórico e a constituição do município. Tupã é destacada como próspera, fundada pela iniciativa de empreendedores que buscaram o oeste de São Paulo para a expansão da cafeicultura. Com o auxilio de uma maquete multimídia, são apresentados aspectos da ocupação da região. A participação dos moradores na Revolução Constitucionalista de 1932 e os imigrantes que atuaram na construção do município também são apresentados. Estão expostos trajes usados por Souza Leão, fardas e itens dos combatentes paulistas, além de peças das colônias leta, espanhola, italiana, portuguesa, russa, alemã, árabe e japonesa.
O segundo módulo é chamado “Aldeia Indígena Vanuíre” e tem a intenção de destacar a presença indígena na região no passado e no presente. Apresenta informações históricas sobre os Kaingang, Krenak e a formação da Terra Indígena Vanuíre. O artesanato contemporâneo realizado pelos dois grupos indígenas também compõe o acervo exposto, e dois vídeos foram preparados para que os grupos tenham espaço para falar por si sobre o “resgate cultural” pelo qual lutam. A exposição homenageia uma ceramista da tribo, a Candire, como símbolo das tradições.
Informações e objetos de outras 47 etnias indígenas do Brasil também são apresentados no terceiro, quarto e quinto módulos.  Neles estão expostos brinquedos indígenas e ilustrações de José Lanzellotti, adquiridas pelo Conselho Estadual de Cultura em 1972, além do rico acervo plumário de 14 etnias, peças de cestaria, tecidos e transporte. As duas últimas partes da exposição são auxiliadas por um recurso em multimídia, cuja projeção permanente favorece a contextualização dos detalhes dos artefatos e olhares que a exposição somente não permite.

## Programação
Durante todo o ano, o museu oferece atividades gratuitas, como palestras, exposições temporárias, cursos de capacitação, oficinas e eventos culturais. Fazem parte da programação permanente da instituição, os projetos “Índio no Museu”, “Semana do Índio”, “Dia Internacional dos Povos indígenas” e “Oficinas de Férias”, que abordam o cotidiano da comunidade indígena brasileira e incentivar a transmissão dessa herança cultural às novas gerações. Além das ações desenvolvidas em sua sede, o museu estende para além de seus muros alguns projetos. Um de seus principais parceiros é a Escola Estadual Indígena Índia Vanuíre, localizada na Terra Indígena (T.I.) Vanuíre, além da comunidade local.
A inclusão social de pessoas com deficiência também é uma preocupação do Museu Índia Vanuíre desde sua reinauguração. Em 2012, lançou seu mais novo projeto de acessibilidade elaborado em parceria com a museóloga e doutora pela ECA-USP (Escola de Comunicação e Artes), Amanda Pinto da Fonseca Tojal. A proposta inclui uma maquete tátil com representação tridimensional dos espaços do museu, aplicativos multissensoriais acessíveis principalmente ao público com deficiências auditiva e visual, e um recurso de áudiodescrição para documentários e filmes contendo imagens e narrativas, entre outros.